# 五味智英
五味 智英（ごみ ともひで、1908年11月30日 - 1983年3月9日）は、日本の文学者（上代文学）。万葉集の権威である。東京大学名誉教授。

## 経歴
1908年、長野県下諏訪町生まれ。旧制諏訪中学、第一高等学校を経て、1935年、東京帝国大学文学部国文科を卒業した。1937年、旧制第一高等学校教授に就いた。1957年より東京大学教授。1968年からは文学部長を務めた。翌1969年に東京大学を退官し、名誉教授となった。その後は学習院大学教授として教鞭をとった。また、上智大学、青山学院大学、日本女子大学でも非常勤講師を務めた。
学界では、上代文学会会長、全国大学国語文学常任理事、和歌文学会常任委員、学術審議会専門委員を務めた。

## 受賞・栄典
- 1980年11月3日：勲二等瑞宝章を受章。

## 家族・親族
- 兄：五味保義(長兄)はアララギ歌人で同じく万葉学者。

## 著作

### 著書
- 『萬葉集講義』全3巻光村図書出版
- 『要注新抄　万葉集』武蔵野書院
- 『古代和歌』笠間書院
- 『万葉集の作歌と作品』岩波書店

### 共著、編著等
- 『萬葉集』(日本古典文学大系1～4), 岩波書店
- 『万葉集必携』学燈社
- 『万葉の時代』（歴史公論ブックス13）有山閣出版
- 『古事記・風土記』（武蔵野書院）
- 『万葉集研究』全27集（五味は13集まで）塙書房
- 『萬葉集』全4巻（校注）岩波書店
- 『萬葉集歌人事典』（共同監修）雄山閣出版

### 論文
- 人麻呂長歌寸言（雑誌万葉）（萬葉学会）
- 山上憶良の長歌の気息（論集上代文学）（笠間書院）
- 上総国司妻女等の歌（論集上代文学）（笠間書院）
- 岐美＝神のかけあひの歌（論集上代文学）（笠間書院）

## 校歌作詞
- 長野県諏訪二葉高等学校（平井康三郎作曲）
- 山口県立下関西高等学校（平井康三郎作曲）
- 東京都立大島高等学校（下総皖一作曲）
- 東京純心女子中学校・高等学校（石川和子旋律）
- 埼玉県立狭山工業高等学校 (池内友次郎作曲)

## 参考資料
- 「郷土歴史人物事典 長野」第一法規 1978年
- 宝月圭吾編 『長野県風土記』 旺文社、1986年